# Citroën Hypnos
El Citroën Hypnos es un prototipo de automóvil híbrido de motor diésel y eléctrico, presentado por la marca de automóviles francesa Citroën por primera vez al público en el Salón del Automóvil de París 2008.
Las características más distintivas de su diseño están en su interior, con los colores del arcoíris, asientos estampados y un sistema de reconocimiento facial que determina el estado de ánimo del conductor y adecua la iluminación y la ventilación de la cabina en consecuencia.
Algunas de las innovaciones de este modelo están pensadas para adecuarlas al futuro Citroën DS5.